# Shinnston
Shinnston es una ciudad ubicada en el condado de Harrison en el estado estadounidense de Virginia Occidental. En el Censo de 2010 tenía una población de 2201 habitantes y una densidad poblacional de 491,22 personas por km².

## Geografía
Shinnston se encuentra ubicada en las coordenadas 39°23′33″N 80°17′55″O / 39.39250, -80.29861. Según la Oficina del Censo de los Estados Unidos, Shinnston tiene una superficie total de 4.48 km², de la cual 4.48 km² corresponden a tierra firme y (0%) 0 km² es agua.

## Demografía
Según el censo de 2010, había 2201 personas residiendo en Shinnston. La densidad de población era de 491,22 hab./km². De los 2201 habitantes, Shinnston estaba compuesto por el 97.68% blancos, el 0.27% eran afroamericanos, el 0.36% eran amerindios, el 0.23% eran asiáticos, el 0.09% eran isleños del Pacífico, el 0.09% eran de otras razas y el 1.27% pertenecían a dos o más razas. Del total de la población el 1.14% eran hispanos o latinos de cualquier raza.